# 白虹事件
白虹事件（はっこうじけん）とは、大阪朝日新聞（現朝日新聞）が1918年に掲載した記事において発生した筆禍、あるいは政府当局による言論統制事件。

## 概要
当時、大阪朝日新聞は大正デモクラシーの先頭に立って言論活動を展開し、特にシベリア出兵や米騒動に関連して寺内正毅内閣を激しく批判していた。1918年8月25日、米騒動問題に関して関西新聞社通信大会が開かれ、各社から寺内内閣への批判が巻き起こった。
問題となったのは、大会を報じた翌8月26日付夕刊（25日発行）の記事だった。記事の一節に「食卓に就いた来会者の人々は肉の味酒の香に落ち着くことができなかった。金甌無欠の誇りを持った我大日本帝国は今や恐ろしい最後の裁判の日に近づいているのではなかろうか。『白虹日を貫けり』と昔の人が呟いた不吉な兆が黙々として肉叉を動かしている人々の頭に雷のように響く」とあり、文中の「白虹日を貫けり」という一句は、荊軻が秦王（後の始皇帝）暗殺を企てた時の自然現象を記録したもので、内乱が起こる兆候を指す故事成語であった（『史記』鄒陽列伝。日は始皇帝を、白虹は凶器を暗示）。いつも原稿を点検していた社会部長・長谷川如是閑はたまたま所用で席を外していたので別のものが見たが「白虹」の故実を知らず、締め切り時間になったので意味がはっきりしないまま降版したという。試し刷りを読んだ副部長が不穏当だと判断し、大阪朝日新聞編集幹部はすぐさま新聞の刷り直しを命じた。しかし、すでに刷り上がった3万部のうち1万部が出回った後だった。大阪府警察部新聞検閲係は、新聞紙法41条の「安寧秩序ヲ紊シ又ハ風俗ヲ害スル事項ヲ新聞紙ニ掲載シタルトキ」に当たるとして、筆者大西利夫と編集人兼発行人山口信雄の2人を大阪区裁判所に告発し、検察当局は大阪朝日新聞を発行禁止（新聞紙法43条）に持ち込もうとした。当時、世論の激しい批判にさらされていた寺内政権が弾圧の機会を窺っていたとも指摘されている。
関西では大阪朝日新聞の不買運動が起こり、さらに憤慨した玄洋社系の右翼団体の黒龍会の構成員七人が通行中の大阪朝日新聞社の村山龍平社長の人力車を襲撃し、村山を全裸にしたうえ石灯籠に縛りつけ、首に「国賊村山龍平」と書いた札をぶら下げる騒ぎまで発生した。また、後藤新平は右翼系の『新時代』誌に朝日攻撃のキャンペーンを張らせ、他誌も追従した。
事態を重く見た大阪朝日新聞では10月15日、村山社長が退陣し、上野理一が社長となり、鳥居素川編集局長や長谷川如是閑社会部長ら編集局幹部が次々と退社。社内派閥抗争で上野派の領袖であり、村山・鳥居派と対立して総務局員の閑職にあった西村天囚が編集顧問となり、編集局を主宰することになった。11月15日には、「不偏不党」を初めてうたった編集綱領を公表。さらに12月1日には西村の筆になる社告の中で近年の論説が穏健を欠き、偏りがあったことを認めた。こうして大阪朝日新聞は、発行禁止処分を免れることになった。これは大阪朝日新聞の国家権力への屈服を象徴しており、これ以降、大阪朝日新聞の論調の急進性は影をひそめていく。

## 事件の背景
1918年1月のウラジオストックへの艦隊派遣の頃から、シベリア出兵の噂によって米価が高騰していた。5月には三菱造船の会長に海軍中将武田秀雄が就任していたが、7月12日には山口県徳山市の徳山湾に停泊中の弩級戦艦河内（川崎造船所）で621名が死亡する爆発事故が発生した。
7月23日から始まった米騒動の際に大阪朝日新聞は、戦時特需を利用して急成長した新興財閥（成金）の鈴木商店は米の買い占めを行っている悪徳業者であると攻撃した。これにより、鈴木商店は米価の高騰に苦しむ民衆の反感を買い、8月12日に焼き打ちされた。

## 白虹事件を扱った作品
- 城山三郎『鼠　鈴木商店焼打ち事件』文春文庫、1975年 ISBN 9784167139018